# 樂蛙OS
樂蛙OS是一個作業系統套件，基於Android行動平台而開發，主要使用於智慧型手機裝置上。它提供一些在官方Android系統或手機廠商沒有提供的功能，像是：T9智能拨号、流量监控、多功能的日历、云服务等。

## 歷史
- 2014年10月22日，乐蛙OS 6.0 正式发布。
- 2014年1月17日，乐蛙OS5.1 完美版正式发布
- 2013年9月29日，乐蛙OS 5.0 正式发布
- 2012年12月27日，乐蛙0S 4.1正式发布
- 2012年8月31日，乐蛙0S 4.0正式发布
- 2012年7月30日，乐蛙OS 2.0正式发布。
- 2011年12月30日，樂蛙OSOS1.0正式版本发布。

## 特色功能
- T9智能拨号
- 流量监控
- 多功能的日历
- 云服务

## 应用程序
樂蛙OS採用了和原裝Android不同的系統應用程式，取代了原裝的音樂程式、撥號程式、相簿程式、相機程式及通知欄，添加了原本没有的功能。樂蛙OS除大幅修改原生Android界面，也内置多款自制应用在内。
主要有：
- 应用商店

## 批評
與其他中國內地的各種Android的衍生平台相同，在樂蛙OS升級中默認去除了谷歌服務框架，致使部分用戶無法正常使用谷歌服務等。

## 外部連結
- 官方网站